# ASC Port Autonome
Association sportive et culturelle Port Autonome, traditionell mit ASC Port Autonome abgekürzt, trägt seit Jahren offiziell den Namen Union culturelle et sportive des travailleurs du Port Autonome, abgekürzt als UCST Port Autonome und ist ein Verein des Hafenbetreibers Port Autonome de Dakar.
UCST Port Autonome ist ein Fußballverein in Dakar, der Hauptstadt Senegals. In seiner Vereinsgeschichte hat der Klub drei Meistertitel und einen Pokalsieg errungen.

## Erfolge
- Senegalesischer Meister: 1990, 1991, 2005
- Senegalesischer Pokalsieger: 2000